# Digitalis chalcantha
Digitalis chalcantha är en grobladsväxtart som först beskrevs av Eric R.Svensson Sventenius och O'shan., och fick sitt nu gällande namn av Albach, Bräuchler och Heubl. Digitalis chalcantha ingår i släktet fingerborgsblommor, och familjen grobladsväxter. Inga underarter finns listade i Catalogue of Life.